# 謝銘祐
謝銘祐（1969年2月8日—），生於南投草屯，台灣音樂製作人及詞曲創作人。五歲搬家至台南安平。畢業於臺南一中，輔仁大學。退伍後即踏入唱片界，長達十年在台北當音樂製作人。2000年回到故鄉台南，沒事就在台南大街小巷穿梭，自稱「府城流浪漢」。

## 生平

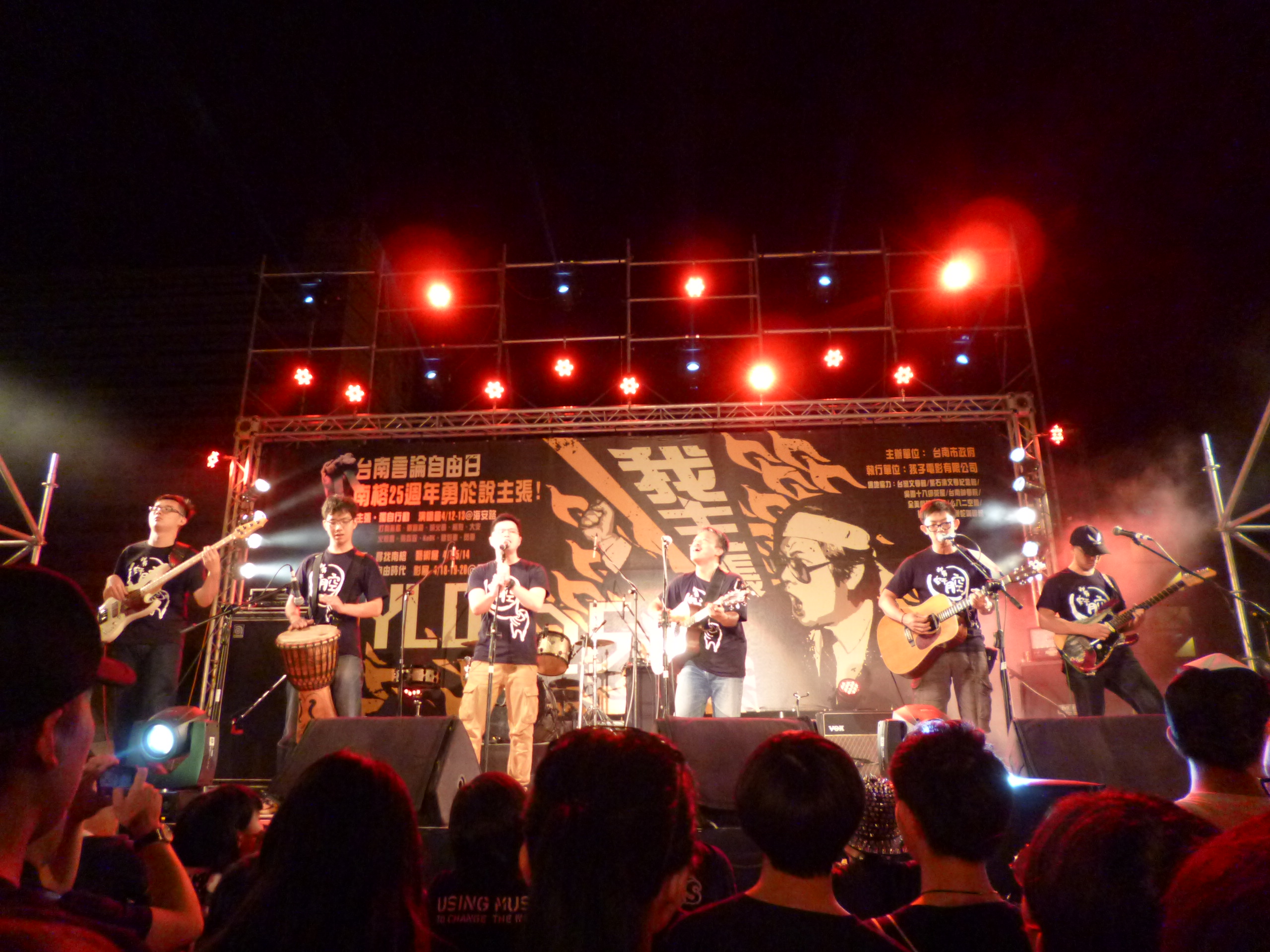
2014年4月的麵包車編制

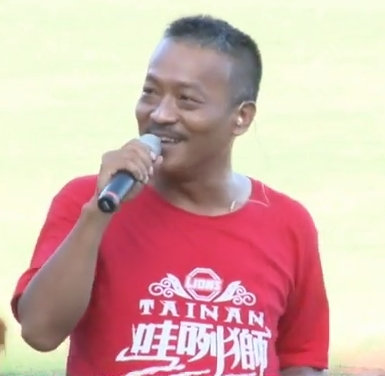
於台南棒球場現場演唱哇咧獅

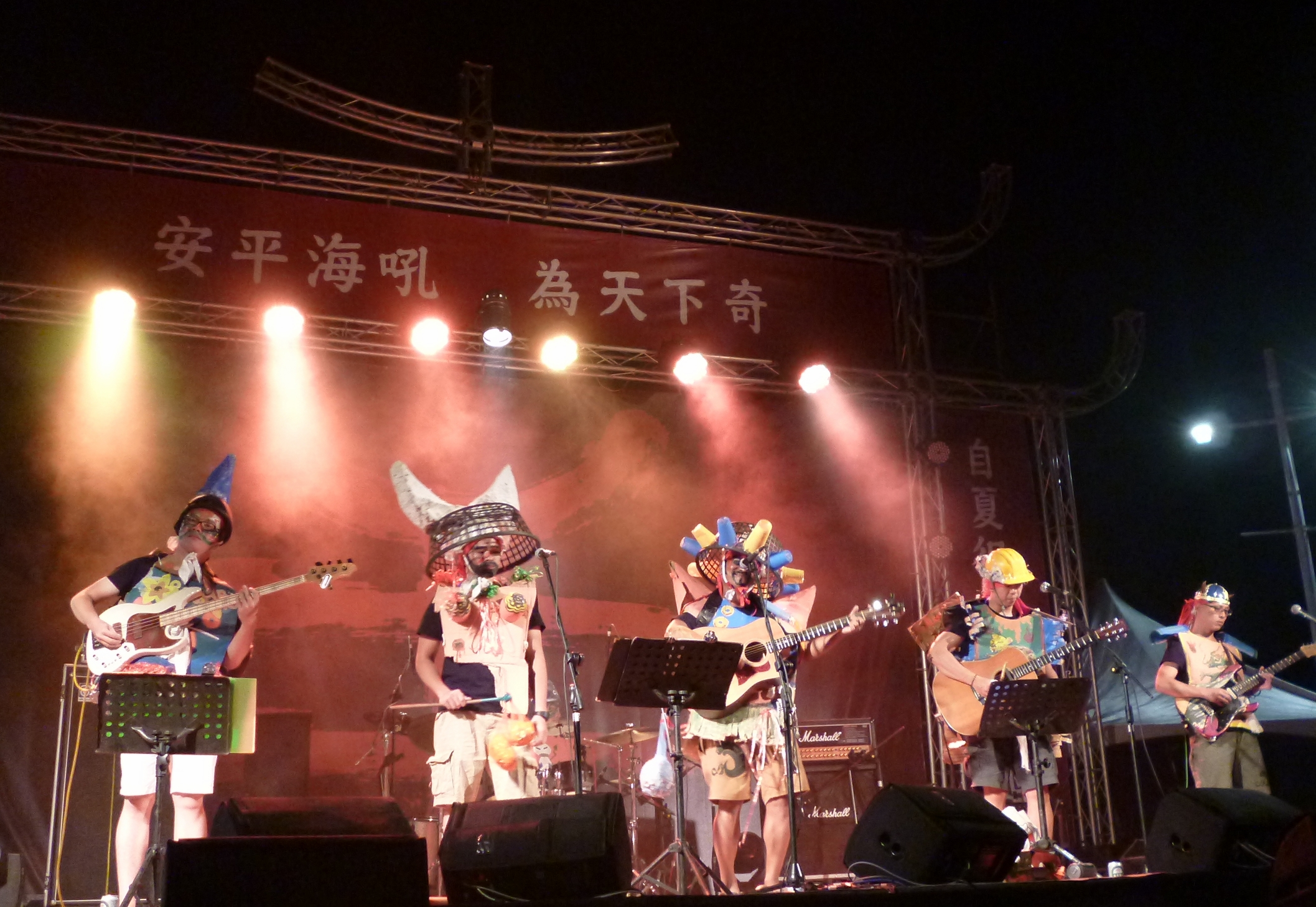
2014南吼音樂季

- 1969年，生於南投草屯，五歲搬家至台南安平，台南一中，輔仁大學圖書館學系(1991)
- 1993年，拜在黃大軍老師門下，開始製作生涯，歷經雙臣、巨登、金點、名冠、亞克北起、大宇等唱片公司。
- 1994年，正式發表第一首歌(出版品)。
- 2000年，離開台北回到台南，開始以獨立製作的方式記錄自己的音樂
- 2005年，與同好成立「玩物尚志唱片事業有限公司」，與台南創作人組成「麵包車」樂團，研究並改編、創作台灣民謠，全台各地巡迴表演及老人、醫療院所義唱服務。
- 2007年，台南市稻草人現代舞團「安徒生—影子」配樂製作
- 2008年，發行麵包車第一張專輯《出發》
- 2009年，稻草人現代舞團編舞《時間的浪人》配樂製作。雲林縣故事記錄片《根在這裡》農夫素人阿善師EP製作。
- 2010年，王藝明布袋戲團《決戰西拉雅》 配樂製作。台南縣代言歌《溫情紅瓦厝》創作、製作。麵包車第二張專輯《七逃》製作發行。
- 2011年，吳南穎首張個人專輯及謝佳賢首張EP製作。籌備台南市大型歌舞劇—《戀戀大員》。
- 2012年，台南市稻草人現代舞團《金小姐》、《單.身》配樂製作，成立大員人力共同合作社。
- 2013年，與音樂夥伴成立「三川娛樂有限公司」、稻草人現代舞團《秋水》配樂、舉辦安平大型音樂季「南吼音樂季」。個人專輯《台南》獲得第24屆金曲獎「最佳台語專輯獎」以及「最佳台語男歌手獎」[1]、第四屆金音創作獎「最佳民謠專輯獎」[2]。
- 2014年，太陽花學運、台南「言論自由日」、中華職棒統一獅復古祭，創作「哇咧獅」。高雄「蚵寮漁村小搖滾」，發行EP 《蚵仔寮痟搖滾》。為8月1日高雄氣爆災難中不幸的罹難者致上最深沈的哀悼，發表「毋甘」。率領麵包車樂團參與舉辦2014南吼音樂季以及台南左鎮「故鄉是我的愛人」音樂季，創作歌曲：故鄉是我的愛人、甘願做番。
- 2015年，安平49「不沈墨的安平」歷史街區免費教育推廣系列講座活動。台南社區大學講師。蚵寮漁村小搖滾。台南314廢核遊行晚會。大港開唱。台南龍舟錦標賽公開男子組「鐵達尼的復仇」隊，擔任鼓手，成績1分57秒10。率領麵包車樂團參與舉辦2015南吼音樂季。內地搖滾 Inland Rock。 個人專輯《也獸》入圍第26屆金曲獎「最佳台語專輯獎」、「最佳台語男歌手獎」以及 第六屆金音創作獎「最佳創作歌手獎」、「最佳民謠專輯獎」(獲獎)。[3]
- 2017，以《舊年》專輯獲得第28屆金曲獎《最佳台語男歌手獎》、第8屆金音創作獎《最佳專輯獎》《最佳民謠專輯獎》、以《序曲》獲得《最佳民謠單曲獎》。
- 2020，以《路》一曲獲得第31屆金曲獎《最佳作詞人獎》、《最佳單曲製作人獎》。

除個人表演創作之外，謝銘祐與台南地區音樂人組成麵包車樂團，擔任主唱、吉他手和木魚手，並研究、改編與創作台灣民謠。因察覺現今很少有音樂在服務中高年齡層聽眾，遂成立麵包車樂團，以長輩們熟悉的樂曲改編出新面貌，走訪各醫療院所、老人安養中心進行義演，所需經費由平時表演中募款籌措。

## 音樂作品

### 麵包車時期

#### 專輯
- 2008年 《出發》
- 2010年 《七逃》
- 2019年 《舀肥》

#### EP
- 2009年《根在這裡》

### 謝銘祐時期

#### 專輯
- 2002.12.17 《圖騰》國語專輯，喜瑪拉雅音樂發行。
- 2004.04.17 《泥土》國台語專輯，亞克北起(Arcbache)發行。
- 2005.12.17 《城市》國語專輯，玩物尚志唱片發行。
- 2012.12.31 《台南》台語專輯，三川娛樂發行。
- 2014.12.07 《情獸》國語專輯，三川娛樂發行。
- 2014.12.07 《也獸》台語專輯，三川娛樂發行。
- 2016.12.23 《舊年》台語專輯，三川娛樂發行。
- 2021.10.22 《彼時》台語專輯，好有感覺音樂發行。
- 2024.12.15 《偏南》台語專輯，好有感覺音樂發行。

#### EP
- 2014年 《蚵仔寮痟搖滾》
- 2021年 《恭喜》

#### 單曲
- 2010年〈溫情紅瓦厝〉
- 2014年〈哇咧獅〉
- 2014年〈毋甘〉
- 2014年〈故鄉是我的愛人〉
- 2014年〈甘願做番〉
- 2019年〈路〉
- 2021年〈愛相信咱一定會閣見面〉
- 2024年〈世界第一戇〉 ft.拍謝少年

#### 原聲帶
- 2020年 《山川壯麗》

## 創作詞曲
- 劉德華 : 我不夠愛你、續集、明天同一時間、原來妳才是天堂
- 王傑 : 舊行李
- 方季惟 : 我總是先想到你
- 游鴻明 : 落單的候鳥、男人貓、七月一號、自尊
- 黃大煒 : 離愛不遠、愛勾我
- 黃品源 : 很自然
- 玖壹壹 : 下輩子
- 霍正奇 : 我一直都在
- 許茹芸 : Dont say goodbye、生氣
- 徐若瑄 : 大麻煩、台北下了雪、不愛了
- 謝霆鋒 : 撤、點歌、搖晃、如果一開始你愛上的人是我
- 施文彬 : 為啥人、傷心歌傷心肝
- 侯孝賢 : 生命中的痛
- 動力火車 : 再見我的愛人、天真的雙眼、我若不曾愛過你
- 謝雷 : 花花世界
- 洪愛莉 : 邊緣
- 黃磊 : 老車站
- 陳小春 : 比永遠更遠
- 蘇兒真 : 夢都快忘了吧
- 蘇有朋 : 我們怎會愛成這樣
- 錦繡 : 河堤
- 阮丹青 : 原來真的有這樣的人
- 李嘉 : 思念過秋冬
- 曾心梅 : 攏嘛是你、一款命一款愛
- 王力宏 : 歡喜城
- F4 : 只有我
- 阿桑 : 讓我愛
- 林淑容 : 傷心話
- 蘇永康 : 幸福離我們很近
- 梅豔芳 : 不惑
- 羅美玲 : 青春的香味
- 彭佳慧 : Dont tell me why.
- 迪克牛仔 : 水手、三萬英呎、影子、沒有愛的人都一個樣
- 許美靜 : Falling
- 陳坤 : 光環
- Apple Line : 快樂台灣年
- 陳潔儀 : 你怎麼還得起
- 曾淑勤 : 尋找
- 邱澤 : 圖騰、赤裸
- 馬郁 : 下輩子如果我還記得你
- 柯以敏 : 落下一片秋天的葉
- 徐懷鈺 : 比舞大會
- 符瓊音 : 不服
- 潮間帶 : 夢之後(謝銘祐演唱)
- 黃妃 : 阿母的手、昨暝的月娘、味、淡薄啊、伴
- 許慧欣 : 幸福樹
- 謝佳賢 : 後一粒好球、38番號、快樂的朋友隊
- 吳南穎 : 愛呦
- 卓依婷 : 圓滿
- 范瑋琪 : 十七歲的北極星
- 周惠珊：無言妻
- 曾甜：媽祖咧看
- 黃珮舒 『有路彎彎』 咖啡香个山歌
- 李婭莎：欠汝一世人
- 陳建瑋：糞埽人、你給人嘿、是我較歹勢、wherever you go、夢網仔、生份的情歌、歡迎光臨
- 蕭煌奇：爸仔囝[詞]
- 許富凱：愛幸せ(愛幸福)、異鄉純情曲
- 張涵雅：麻痹[詞]
- 官靈芝：十箍銀[曲]
- 戴愛玲：歹姊妹仔[詞]
- 張涵雅：孤一個、天若會光佇當時[詞]
- 陳竹昇：Gypsy的風吹
- Faye詹雯婷：奔跑

### 配樂
- 2007年 稻草人現代舞團《安徒生—影子》配樂
- 2009年 稻草人現代舞團《時間的浪人》配樂
- 2010年 王藝明布袋戲團《決戰西拉雅》 配樂
- 2012年 稻草人現代舞團《金小姐》、《單.身》配樂
- 2013年 稻草人現代舞團《秋水》配樂

### 製作參與
(1993~)
- 方季惟、王中平、蘇兒真、鄭嘉潁、潘協慶、徐若瑄、侯孝賢、黃大煒、黃中原、游鴻明、謝霆鋒、麵包車、吳南穎、米莎、謝佳賢、吳思賢（小樂）…等數十張專輯

## 演出作品

### 音樂劇
- 2021 綠光劇團《結婚！結昏？辦桌》飾演 謝麗珍父親

### 劇集
- 2023年 公視台語台《夜盲》飾演 阿祝
- 2024年 公視台語台《鹽水大飯店》飾演 李松柏

## 獎項紀錄
| 年份 | 屆次                     | 專輯               | 獎項             | 入圍                        | 結果 |
| ---- | ------------------------ | ------------------ | ---------------- | --------------------------- | ---- |
| 2013 | 第24屆金曲獎             | 謝銘祐 《台南》    | 最佳台語專輯獎   | 謝銘祐 《台南》             | 獲獎 |
| 2013 | 第24屆金曲獎             | 謝銘祐 《台南》    | 最佳台語男歌手獎 | 謝銘祐 《台南》             | 獲獎 |
| 2013 | 第4屆金音創作獎          | 謝銘祐 《台南》    | 最佳創作歌手獎   | 謝銘祐 《台南》             | 提名 |
| 2013 | 第4屆金音創作獎          | 謝銘祐 《台南》    | 最佳民謠專輯獎   | 謝銘祐 《台南》             | 獲獎 |
| 2013 | 第4屆金音創作獎          | 謝銘祐 《台南》    | 最佳民謠單曲獎   | 謝銘祐 〈我今仔日無想欲飛〉 | 提名 |
| 2015 | 第26屆金曲獎             | 謝銘祐 《也獸》    | 最佳台語專輯獎   | 謝銘祐 《也獸》             | 提名 |
| 2015 | 第26屆金曲獎             | 謝銘祐 《也獸》    | 最佳台語男歌手獎 | 謝銘祐 《也獸》             | 提名 |
| 2015 | 第6屆金音創作獎          | 謝銘祐 《也獸》    | 最佳創作歌手獎   | 謝銘祐 《也獸》             | 提名 |
| 2015 | 第6屆金音創作獎          | 謝銘祐 《也獸》    | 最佳民謠專輯獎   | 謝銘祐 《也獸》             | 獲獎 |
| 2016 | 第27屆金曲獎             | 陳建瑋《古倫美亞》 | 最佳作詞人獎     | 陳建瑋〈生份的情歌〉        | 提名 |
| 2017 | 第20屆中華音樂人交流協會 | 謝銘祐 《舊年》    | 年度十大專輯     | 謝銘祐 《舊年》             | 獲獎 |
| 2017 | 第20屆中華音樂人交流協會 | 謝銘祐 《舊年》    | 年度十大單曲     | 謝銘祐 〈彼卡皮箱〉         | 獲獎 |
| 2017 | 第28屆金曲獎             | 謝銘祐 《舊年》    | 年度專輯獎       | 謝銘祐 《舊年》             | 提名 |
| 2017 | 第28屆金曲獎             | 謝銘祐 《舊年》    | 最佳台語專輯獎   | 謝銘祐 《舊年》             | 提名 |
| 2017 | 第28屆金曲獎             | 謝銘祐 《舊年》    | 最佳作曲人獎     | 謝銘祐 〈下晡的ワルツ〉     | 提名 |
| 2017 | 第28屆金曲獎             | 謝銘祐 《舊年》    | 最佳作詞人獎     | 謝銘祐 〈彼卡皮箱〉         | 提名 |
| 2017 | 第28屆金曲獎             | 謝銘祐 《舊年》    | 最佳台語男歌手獎 | 謝銘祐 《舊年》             | 獲獎 |
| 2017 | 第8屆金音創作獎          | 謝銘祐 《舊年》    | 最佳專輯獎       | 謝銘祐 《舊年》             | 獲獎 |
| 2017 | 第8屆金音創作獎          | 謝銘祐 《舊年》    | 最佳創作歌手獎   | 謝銘祐 《舊年》             | 提名 |
| 2017 | 第8屆金音創作獎          | 謝銘祐 《舊年》    | 最佳民謠專輯獎   | 謝銘祐 《舊年》             | 獲獎 |
| 2017 | 第8屆金音創作獎          | 謝銘祐 《舊年》    | 最佳民謠單曲獎   | 謝銘祐 〈序曲〉             | 獲獎 |
| 2020 | 第31屆金曲獎             | 謝銘祐 《路》      | 最佳作詞人獎     | 謝銘祐 〈路〉               | 獲獎 |
| 2020 | 第31屆金曲獎             | 謝銘祐 《路》      | 最佳單曲製作人獎 | 謝銘祐 〈路〉               | 獲獎 |
| 2025 | 第36屆金曲獎             | 謝銘祐 《偏南》    | 年度專輯獎       | 謝銘祐 《偏南》             | 提名 |
| 2025 | 第36屆金曲獎             | 謝銘祐 《偏南》    | 最佳台語專輯獎   | 謝銘祐 《偏南》             | 提名 |
| 2025 | 第36屆金曲獎             | 謝銘祐 《偏南》    | 最佳台語男歌手獎 | 謝銘祐 《偏南》             | 提名 |
| 2025 | 第36屆金曲獎             | 謝銘祐 《偏南》    | 最佳作詞人獎     | 謝銘祐 〈偏南風〉           | 提名 |
| 2025 | 第36屆金曲獎             | 謝銘祐 《偏南》    | 年度歌曲獎       | 謝銘祐 〈偏南風〉           | 提名 |